# Aubrey O'Day
Aubrey Morgan O'Day (San Francisco, Califòrnia, 11 de febrer de 1984) és una cantant, model i actriu estatunidenca. Va formar part del grup musical femení Danity Kane d'ençà de la creació de la formació el 2006 fins a la seva expulsió el 2008, després d'un desacord amb el mentor del grup, P. Diddy, O'Day va ser expulsada del grup, juntament amb el seu amic i col·lega D. Woods. El 2015, O'Day va integrar el duo electropop Dumblonde que formà amb una antiga companya de Danity Kane, Shannon Bex. Els dos cantants van confirmar el naixement del duo durant els iHeart Radio Music Awards 2015, El 25 de setembre de 2015, el duo va llançar el seu primer àlbum titulat Dumblonde.
El grup, orfe d'un dels membres originals, durant el pre-show dels MTV Video Music Awards 2013, va anunciar el llançament del nou senzill, anomenat Rage. Ha posat per a revistes com Blender i Playboy, va protagonitzar a Broadway el musical "Hairspray" i va fer aparicions en reality shows. El 2011, va signar un contracte d'enregistrament en solitari amb Universal Republic, SRC, i va llançar el seu àlbum debut Between Two Evils el 2013.
El 2013, O'Day va participar en la reunió Danity Kane. El grup es va dissoldre de nou a l'agost de 2014.
L'estiu de 2018, Aubrey O'Day, Shannon Bex i Dawn Richard van anunciar una nova reunió de Danity Kane i que el grup aniria de gira per promocionar el seu nou àlbum Dumblonde, el nou treball de Richard i les cançons de Danity Kane.

## Biografia

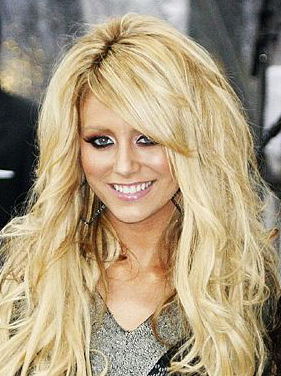
O'Day el 2007

O'Day va començar a actuar als cinc anys.
"Jo vivia a l'escenari, i fins i tot als sis anys, dormia darrere dels seients del teatre"
Va dir en una entrevista. Segons la seva mare, quan O'Day tenia quatre anys, estava en una actuació de El Trencanous i va començar a plorar. La seva mare li va preguntar què passava i l'O'Day va respondre:
"Estic trista perquè estic asseguda aquí i no a l'escenari"
O'Day recorda aquell moment com el moment en què "oficialment" es va adonar del seu amor per l'entreteniment.
O'Day ha protagonitzat diversos musicals, com Dorothy a El màgic d'Oz, Carmen in Fama, Sandy a Grease, Liesl a The Sound of Music, Tzeitel a Fiddler on the Roof. i Mimi a Rent. També va protagonitzar Annie. En la infància d'O'Day, les audicions i els càstings van tenir un paper més important que l'escola. El famós B.I.G. i Sean "Puffy" Combs van ser les seves influències musicals de petita.
O'Day va assistir a "La Quinta High School" a la ciutat de La Quinta, Riverside County, Califòrnia. Es va llicenciar en ciències polítiques a la Universitat de Califòrnia a Irvine, i va ser membre de la fraternitat "Alpha Chi Omega".

## Carrera
2004 – 2008Making the Band 3 i Danity Kane
El mateix tema en detall: Danity Kane i Danity Kane (àlbum) a. i 

## Filmografia i teatre

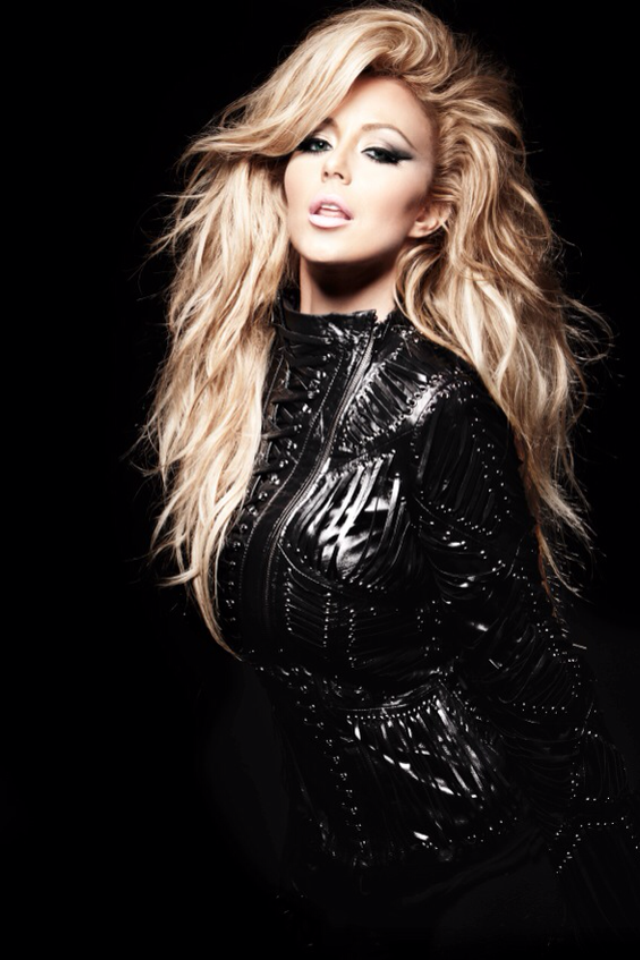
Aubrey O'Day el 2013

### Televisió
| Any       | Espectacle                          | Notes                                     |
| --------- | ----------------------------------- | ----------------------------------------- |
| 2005-2006 | Making the Band 3                   | Ella mateixa – Guanyadora (28 episodis)   |
| 2007-2009 | Making the Band 4                   | Ella mateixa (20 episodis)                |
| 2009      | The Aubrey O'Day Show               | Ella mateixa                              |
| 2011      | All About Aubrey                    | Ella mateixa                              |
| 2012      | The Celebrity Apprentice 5          | Participant – 3r lloc                     |
| 2013      | RuPaul's Drag Race                  | Ella mateixa – Jutge invitat (3 episodis) |
| 2013      | Total Blackout                      | Ella mateixa (1 episodi)                  |
| 2014      | E!'s Worst Thing I Ever Posted      | Ella mateixa                              |
| 2014      | E!'s Worst Thing I Ever Bought      | Ella mateixa                              |
| 2014      | E!'s Worst Thing I Ever Wore        | Ella mateixa                              |
| 2014-2015 | Fashion News Live                   | Ella mateixa (14 episodis)                |
| 2015      | Dance Moms                          | Ella mateixa (4 episodis)                 |
| 2015      | Marriage Bootcamp: Reality Stars 3  | Ella mateixa (12 episodis)                |
| 2015      | Todrick                             | Ella mateixa                              |
| 2016      | Famously Single                     | Ella mateixa (8 episodis)                 |
| 2016      | Celebrity Big Brother 18 (UK)       | Housemate – 5è lloc                       |
| 2018      | Marriage Bootcamp: Reality Stars 11 | Ella mateixa                              |
| 2019      | Ex on the Beach 3                   | Ella mateixa                              |

### Teatre
| Any  | Títol     | Rol              | Detalls                      |
| ---- | --------- | ---------------- | ---------------------------- |
| 2008 | Hairspray | Amber Von Tussle | Broadway, Neil Simon Theatre |